# Partidul Muncitoresc Coreean
Partidul Muncitoresc Coreean (in coreeană: 조선로동당 transliterat: Chosŏn Rodongdang) este un partid politic din Coreea de Nord, fiind partidul de guvernare al acestei țări din 1949 și Kim Jong-un fiind de asemenea și Lider Suprem al națiunii.

## Istorie
Dupa desființarea Partidului Comunist Coreean, din fuziunea altor doua partide politice comuniste, sub conducerea lui Kim Ir-sen apare Partidul Muncitoresc Coreean ce practica o ideologie Marxist-leninistă.
În aceeași perioadă, toate funcțiile politice din stat au fost preluate de membrii acestui partid, Kim Ir-sen proclamându-se Prim-ministru si Lider Suprem al țării.
în 1972 Kim Ir-sen înlocuiește Marxism-leninismul cu ideologia Juche si renunță la funcția Prim-ministru al Coreei de Nord, proclamându-se Președinte deținând aceasta functie până in 1994 când moare fiind proclamat "Presedinte Etern". 
în 1994 Kim Jong-il preia conducerea partidului devenind Secretar general al Partidului Muncitoresc Coreean si implicit Lider Suprem al Republicii, desființând funcția de Președinte.
In 2011 Kim Jong-il moare primind funcția de "Secretar General Etern", fostele lui funcții fiind preluate de către Kim Jong-un.

## Începuturi
La 13 octombrie 1945, a fost înființat Biroul Nord-coreean al Partidului Comunist din Coreea cu Kim Yong-bom ca primul său președinte. Cu toate acestea, NKB-CPK a rămas subordonat Comitetului Central (CPK)
Două luni mai târziu, la a 3-a Plenă a NKB, Kim Yong-bom a fost înlocuit de Kim Ir-sen, eveniment care a fost probabil orchestrată de Uniunea Sovietică. Biroul nord-coreean a devenit Partidul Comunist din Coreea de Nord în primăvara anului 1946, Kim Ir-sen fiind ales președinte. La 22 iulie 1946, autoritățile sovietice din Coreea de Nord au înființat Frontul Democratic pentru Reunificarea Patriei, un front popular condus de Partidul Comunist din Coreea de Nord. Partidul Comunist din Coreea de Nord a fuzionat curând cu Noul Partid al Comuniștilor din Coreea de Nord, un partid compus în principal din comuniști din China. O comisie specială a celor două părți a ratificat fuziunea la 28 iulie 1946 și a devenit oficială a doua zi. O lună mai târziu (28-30 august 1946), partidul a ținut primul său Congres al Partidului Muncitoresc Coreean, (PMC) . Congresul l-a ales pe fostul lider al Noului Partid Popular din Coreea Kim Tu-bong ca prim președinte al PMC, cu Kim Ir-sen numit vicepreședinte.  Cu toate acestea, în ciuda retrogradării sale oficiale în ierarhia partidului, Kim Ir-sen a rămas liderul acestuia.

## Ideologia
PMC menține o imagine de stânga, și trimite în mod normal o delegație la Reuniunea Internațională a Partidelor Comuniștilor și Muncitorilor, unde are un anumit sprijin;
Rezoluția sa din 2011, „Să comemorăm împreună Centenarul Nașterii Marelui Lider, tovarășul președinte Kim Ir-sen, ca Mare Festival Politic al Omenirii Mondiale”, a fost semnată de 30 din cele 79 de partide participante.
PMC se vede, de asemenea, ca parte a mișcărilor de stânga și socialiste la nivel mondial ; în timpul Războiului Rece, [Partidul Muncitoresc Coreean]] și Coreea de Nord au avut o politică de „revoluție de export”, ajutând gherilele de stânga din întreaga lume. În plus, regulile sale de partid spun că scopul său final este „realizarea unei societăți comuniste în care idealurile oamenilor sunt pe deplin realizate” și afirmă în continuare că susține „principiile revoluționare ale marxism-leninismului”.
Cu toate acestea, Brian Reynolds Myers , Jasper Becker și Dae-Sook Suh susțin că ideologia PMC este xenofobă, rasistă și naționalistă.

## Organizarea partidului
Congresul este cel mai înalt organ al partidului și se întrunește în mod neregulat.
Conform regulamentului partidului , Comitetul Central poate convoca un congres dacă dă restului partidului un preaviz de cel puțin șase luni.  
Regulile partidului dau Congresului șapte responsabilități:
1. Alegerea Comitetului Central
2. Alegerea Comisiei Centrale de Audit
3. Alegerea Secretarului General
4. Examinând raportul Comitetului Central de ieșire
5. Examinarea raportului Comisiei Centrale de Centuri de ieșire
6. Discutarea și adoptarea politicilor de partid
7. Revizuirea regulilor partidului și modificarea acestora

## Simbolurile partidului
Emblema WPK este o adaptare a secerului și ciocanului comuniștilor , cu o pensulă de caligrafie tradițională coreeană . Simbolurile reprezintă cele trei clase din societatea coreeană, așa cum este descrisă de PMC: muncitorii industriali (ciocanul), țăranii (secera) și samuwonul ( peria de cerneală). Clasa samuwon este formată din funcționari, mici comercianți, birocrați, profesori și scriitori. Această clasă este unică pentru analiza clasei nord-coreene și a fost conceptualizată pentru a crește educația și alfabetizarea în rândul populației țării.

## Istoria electorală
| Alegere | Liderul partidului | Scaune     | +/–        | Poziție    |
| ------- | ------------------ | ---------- | ---------- | ---------- |
| 1948    | Kim Ir-sen         | 157 / 572  | ▲ 157      | ▲ 1st      |
| 1957    | Kim Ir-sen         | 178 / 215  | ▲ 21       | ▬ 1st      |
| 1962    | Kim Ir-sen         | 371 / 383  | ▲ 193      | ▬ 1st      |
| 1967    | Kim Ir-sen         | 288 / 457  | ▼ 83       | ▬ 1st      |
| 1972    | Kim Ir-sen         | 127 / 541  | ▼ 161      | ▬ 1st      |
| 1977    | Kim Ir-sen         | Date lipsă | Date lipsă | Date lipsă |
| 1982    | Kim Ir-sen         | Date lipsă | Date lipsă | Date lipsă |
| 1986    | Kim Ir-sen         | Date lipsă | Date lipsă | Date lipsă |
| 1990    | Kim Ir-sen         | 601 / 687  |            | ▬ 1st      |
| 1998    | Kim Jong Il        | 594 / 687  | ▼ 7        | ▬ 1st      |
| 2003    | Kim Jong Il        | Date lipsă | Date lipsă | Date lipsă |
| 2009    | Kim Jong Il        | 606 / 687  |            | ▬ 1st      |
| 2014    | Kim Jong Un        | 607 / 687  | ▲ 1        | ▬ 1st      |
| 2019    | Kim Jong Un        | Date lipsă | Date lipsă | Date lipsă |

1. ↑  Lankov 2002, pp. 21–22.
2. ↑  Lankov 2002, pp. 28–29.
3. 1 2  Lankov 2002, p. 29.
4. 1 2 3  Lankov 2002, p. 31.
5. ↑  Lankov 2002, pp. 31–32.